# Ouadi Jib
Le Ouadi Jib (arabe : وادي جب (Wādī jb)) est une vallée à sec ou lit de rivière, à débit intermittent, qui s'écoule presque exclusivement pendant la saison des pluies, appartenant au bassin versant du Ouadi Bih (sous-bassin versant du Wadi Shah), au nord-est des Émirats arabes unis (EAU), dans l'émirat de Ras el Khaïmah.
C'est un affluent du Ouadi Shah, de sa confluence avec le Ouadi Arus, et est formé principalement par les ravins qui longent les pentes sud du Jabal ar Rahrah (1 691 mètres), divisé en deux grandes branches;  par les falaises profondes situées à l'ouest et au pied du  Jabal Sal (1 575 mètres), sur la frontière entre les EAU et Oman; et par de multiples ravins qui courent le long du versant sud-est du Jabal Raḩabah (1 543 mètres).

## Cours

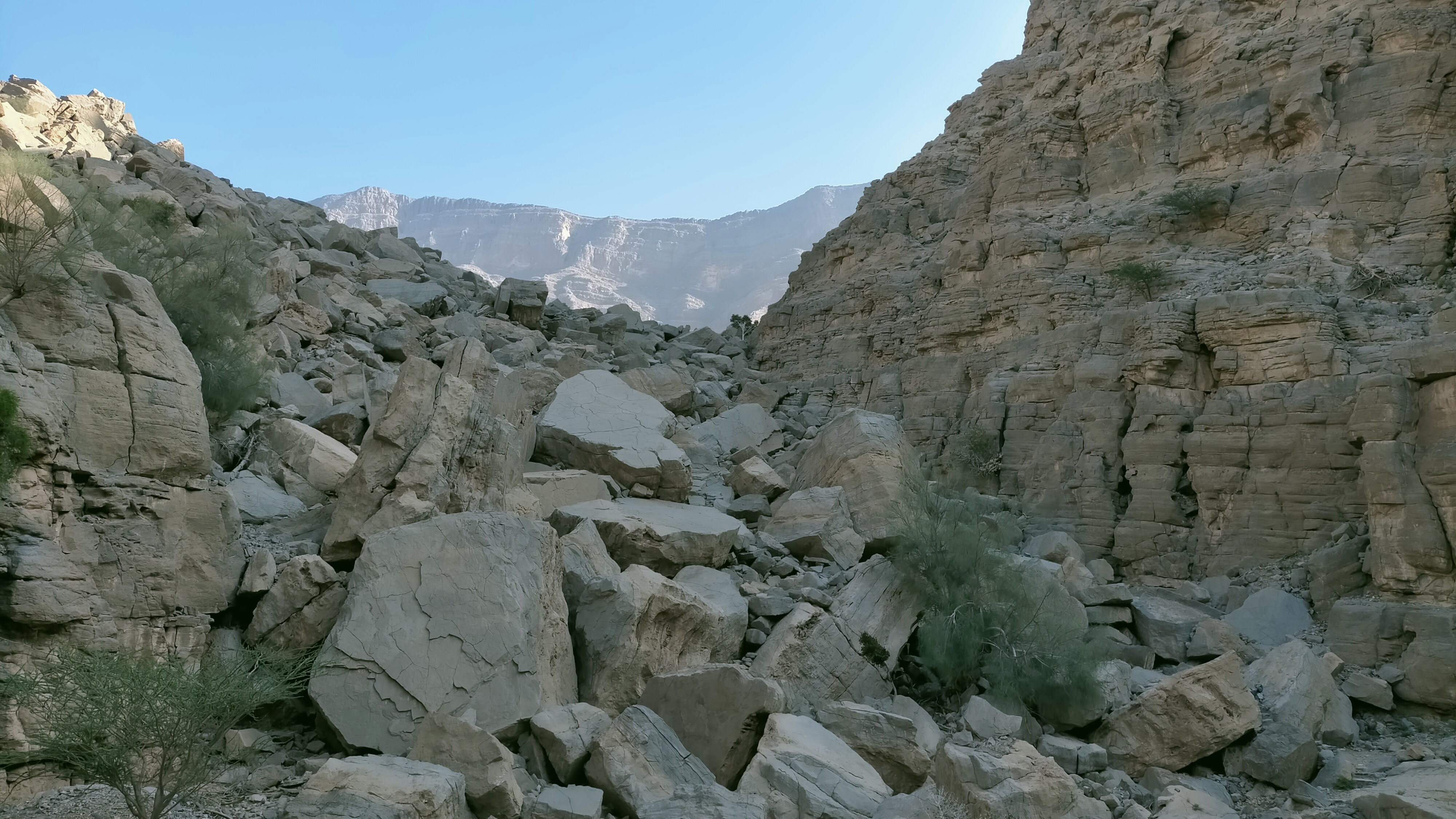
Barrage de glissement de terrain. Effondrement de la montagne qui marquait le côté droit du canyon.

Bien que, en général, le Ouadi Jib coule du nord au sud, les eaux qu'il reçoit de l'est et du nord-est, des falaises qui définissent la frontière entre Oman et Émirats arabes unis, forment un ensemble de ravins qui se répartissent dans un cône de déjection, se concentrant sur un coude qui crée l'illusion d'optique qu'il s'agit d'un puits profond et étendu entouré de falaises, formant un large espace arrondi et plat, comme s'il s'agissait d'une grande terrasse, qui retient très bien le sol, l'humidité et l'eau, et qui reverdit rapidement après une saison des pluies.
Cet endroit pittoresque, parsemé de palmiers et de jujubes (jujubas / Sidr / arbre Sidr - Ziziphus spina-christi, très commun dans les Monts Hajar), est connu touristiquement comme Hidden Oasis.
À partir de ce point, les eaux venant de la zone orientale du Ouadi Jib coulent vers l'ouest, concentrées dans un seul ravin, jusqu'à rejoindre le bras qui descend du versant sud du Jabal ar Rahrah, pour continuer plus tard vers le sud, recevant les eaux du versant sud-est du Jabal Raḩabah, déjà aux proximités du village de Lahsa.
Toujours à Lahsa, quelques mètres avant sa confluence avec le Ouadi Arus, le Ouadi Jib est rejoint par un important ravin, affluent à gauche, qui descend des environs du village de 
Musaibat, dont il n'y a pas d'identification toponymique historique, mais qui est actuellement appelé Ouadi Lahsa (Wādī Liḩsah).
Le Ouadi Jib rejoint le Ouadi Arus approximativement au point de coordonnées 25° 53′ 58,3″ N, 56° 08′ 28,2″ E, formant la tête du Ouadi Shah (Ouadi Shehah), qui donne son nom à l'ensemble hydrographique sous-bassin versant.

## Toponymie
Noms alternatifs : Ouadi Jib, Wadi Jib, Wādī Jib.
Le nom de Ouadi Jib a été enregistré dans la documentation et les cartes produites entre 1950 et 1960 par l'arabiste britannique, cartographe, officier de l'armée et diplomate Julian F. Walker lors des travaux effectués pour établir les frontières entre ce qu'on appelait alors États de la Trêve, complété plus tard par le Ministère de la Défense (Royaume-Uni), sur des cartes à l'échelle 1:100 000 publiées en 1971.
On trouve également des références à Ouadi Jib, Musaibat et Lahsa, dans les études détaillées et les publications de l'anthropologue britannique William Lancaster,.
Dans l'organisation politique et administrative de l'Ras el Khaïmah, le nom de l'oued principal est fréquemment utilisé comme élément d'identification de l'ensemble du territoire couvert par son bassin versant.
Dans le cas de Ouadi Shehah ou Ouadi Shah, ce sous-bassin versant est très vaste (72,06 km²), comprenant de nombreuses villes, villages et fermes largement disséminées dans ses vallées et ses montagnes. Naturellement, il comprend également tous les ravins et affluents de l'oued principal.
La même dénomination est également utilisée à des fins postales.
Pour cette raison, l'erreur de considérer que c'est le seul nom qui correspond à tous les différents oueds, et même à certains centres de population de cette région, est répandue, ignorant fréquemment le vrai nom de chacun de ces lieux.
Cela a contribué au fait que Ouadi Jib a également été appelé à tort Ouadi Shehah ou Ouadi Shah à quelques reprises.

## Population
La zone géographique de Ouadi Jib était peuplée historiquement par la tribu semi-nomade Shihuh, sections de Bani Hadiyah (arabe : بني هدية) et Bani Shatair (arabe : بني شطير), qui occupé, entre autres territoires, les zones tribales de Bani Idaid, et de Bani Bakhit respectivement.

## Galerie

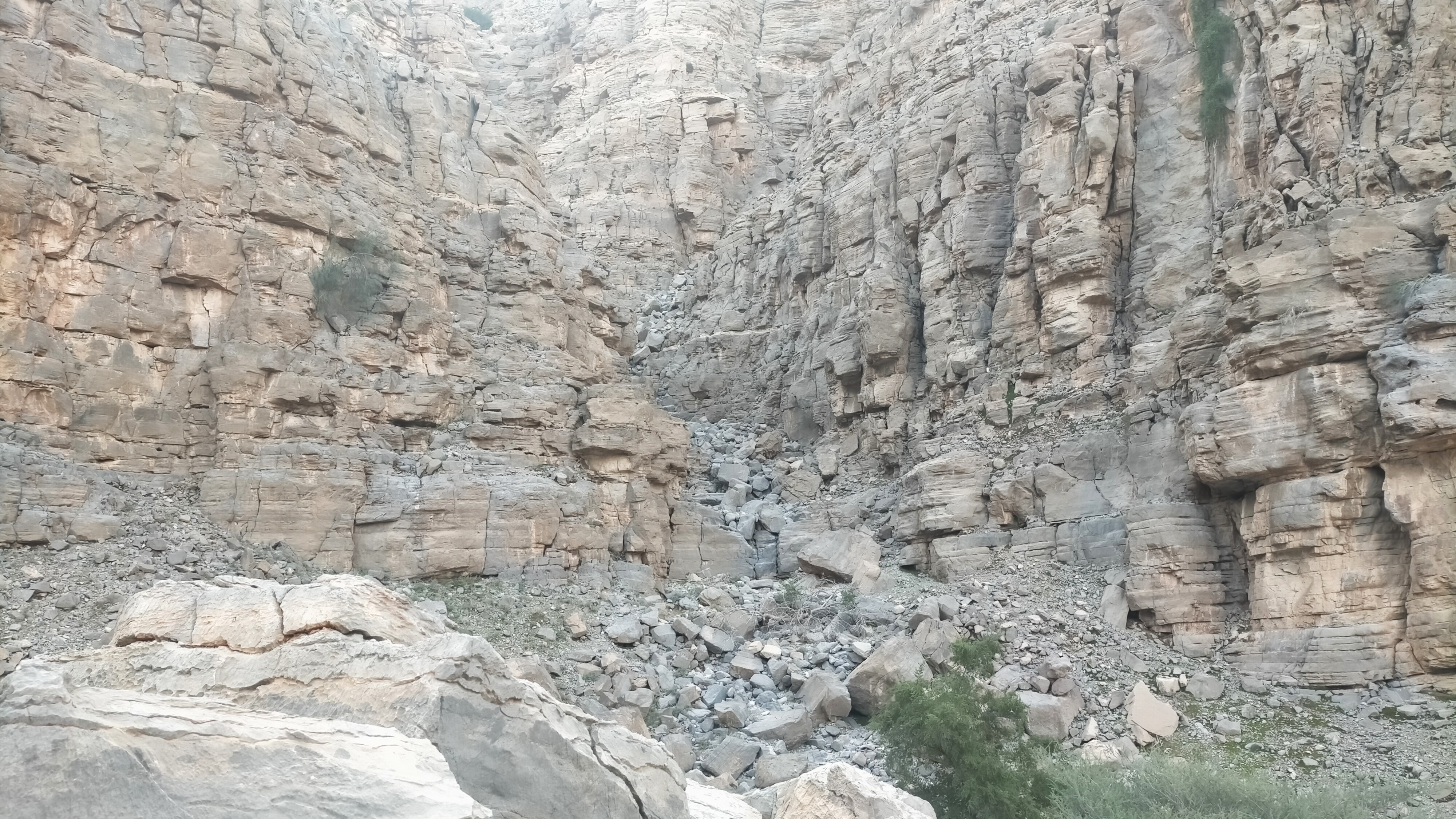
Ouadi Jib, peu avant le village de Lahsa. Vue d'un ravin latéral
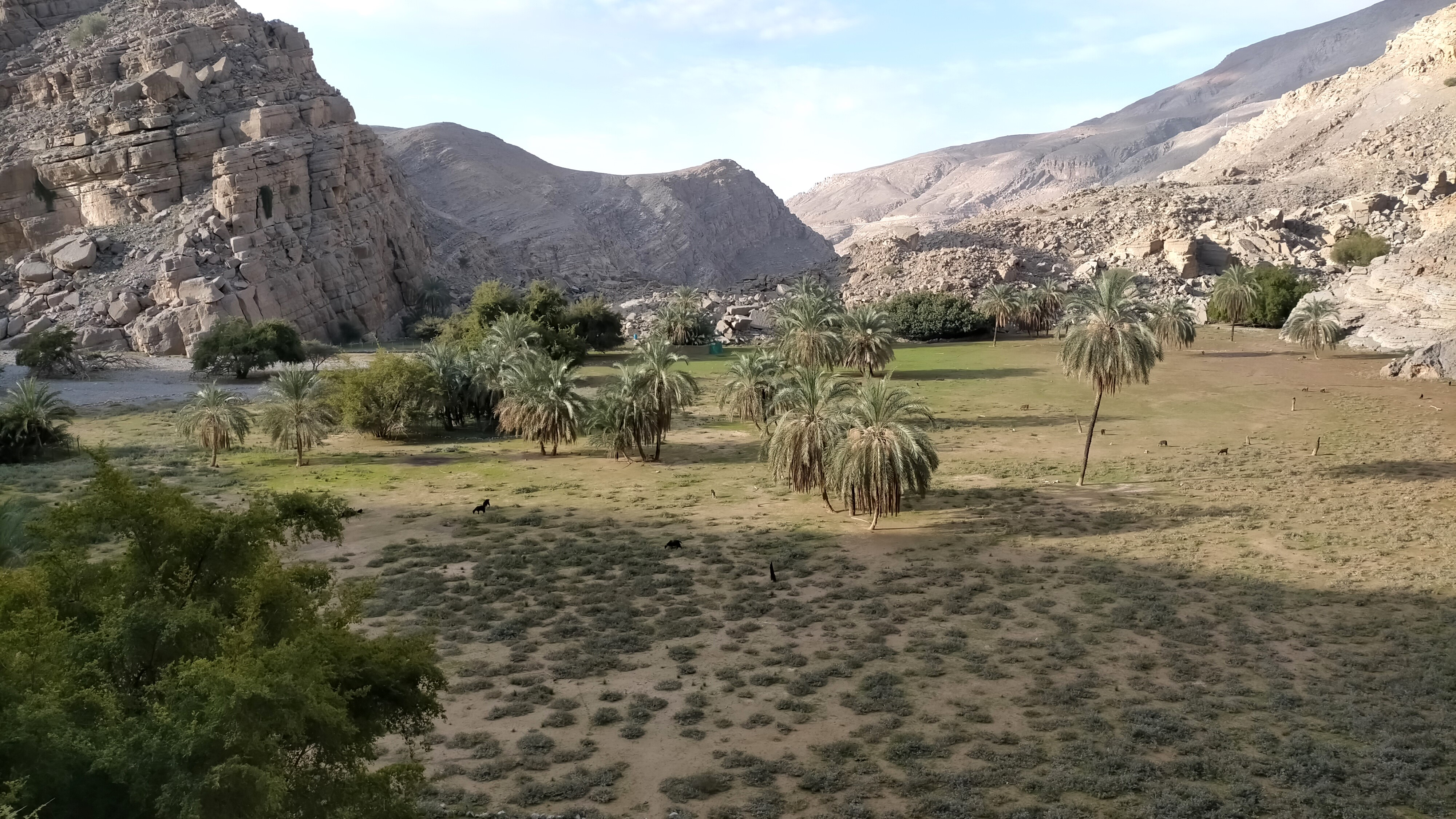
Les ravins de Ouadi Jib, situés à l'est et au nord-est, forment un grand coude connu de certains touristes sous le nom d'oasis cachée
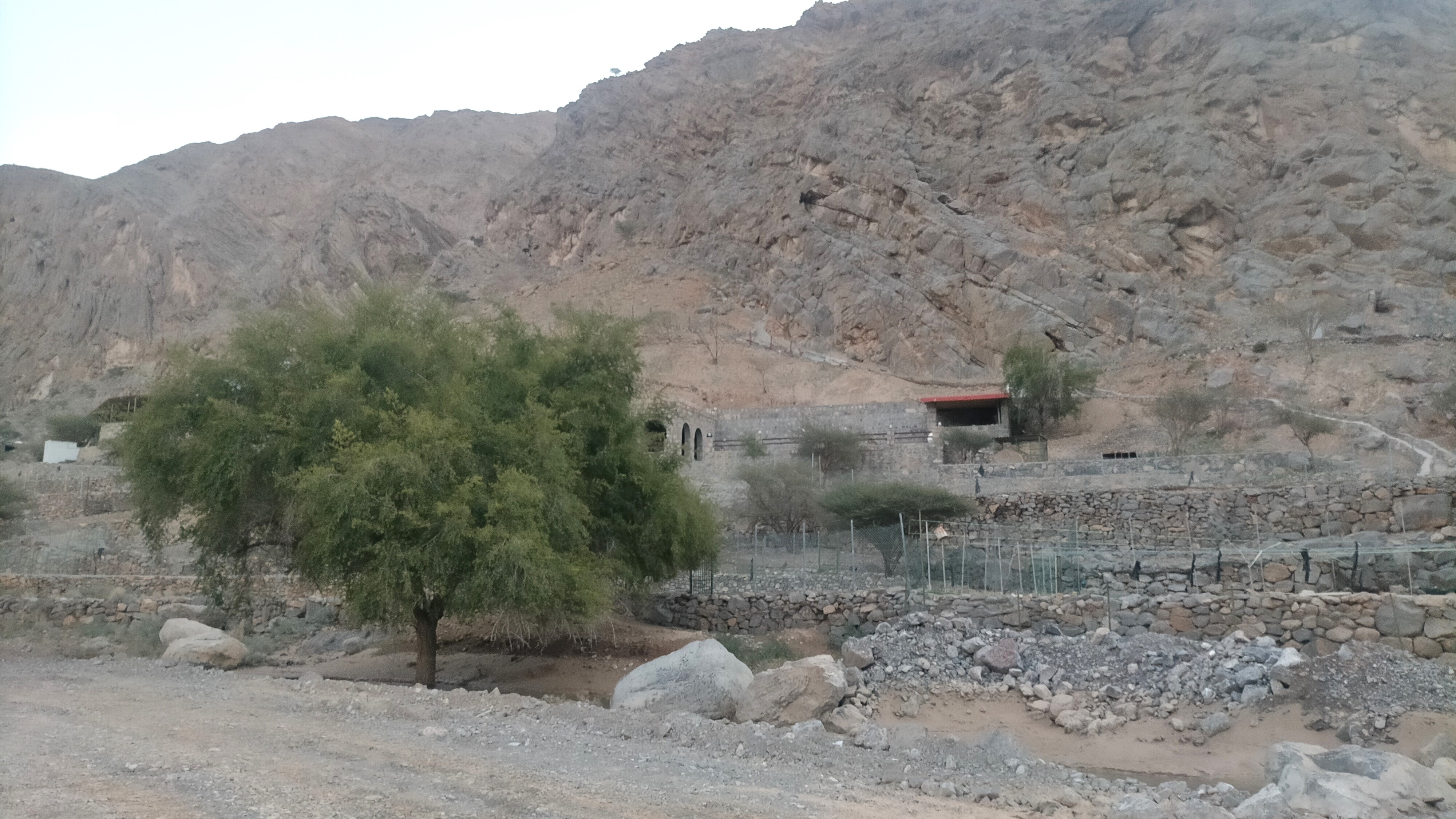
Village de Lahsa. Sur les rives du Ouadi Jib, affluent du Ouadi Shah depuis sa confluence avec le Ouadi Arus